# Eurytoma quadrata
Eurytoma quadrata är en stekelart som beskrevs av Bugbee 1945. Eurytoma quadrata ingår i släktet Eurytoma och familjen kragglanssteklar. Inga underarter finns listade i Catalogue of Life.